# Lobostemon argenteus
Lobostemon argenteus är en strävbladig växtart som först beskrevs av Berg., och fick sitt nu gällande namn av Buek. Lobostemon argenteus ingår i släktet Lobostemon och familjen strävbladiga växter. Inga underarter finns listade i Catalogue of Life.